# Luigi Paganetto
Luigi Paganetto (Genova, 28 dicembre 1940) è un economista italiano.
Professore emerito di Economia politica (dal 27.12.2012), docente di Economia europea all'Università degli Studi di Roma "Tor Vergata". È presidente onorario della Fondazione Tor Vergata dell'Università di Roma Tor Vergata e non resident fellow del Brookings Institution di Washington.
La sua attività di ricerca è incentrata sui temi dell'economia internazionale, dello sviluppo economico, dell'economia industriale e dell'internazionalizzazione dell'economia italiana. Ha affrontato i temi dell'energia e dell'ambiente, dell'economia della giustizia e delle politiche economiche nell'Unione europea.
Editorialista economico di quotidiani, ha collaborato a lungo con Il Messaggero di Roma.
Nel luglio 2018 viene nominato vicepresidente della Cassa depositi e prestiti.

## Biografia accademica
Ha insegnato all'Università G. D'Annunzio di Chieti, all'Università di Napoli e alla Luiss di Roma.
Preside della Facoltà di Economia dell'Università di Roma Tor Vergata e presidente del Ceis (Centre for Economic and International Studies) dal 1988 al 2007.
Visiting professor di alcune università degli Stati Uniti tra le quali Rutgers University in New Jersey, Carnegie-Mellon University di Pittsburgh, Berkeley University in California e Brookings Institution di Washington.

## Attività istituzionali
È stato rappresentante italiano dell'OCSE nel comitato per la politica economica. Nel 2004 è rappresentante italiano a Bruxelles nell’High Level Group per la Strategia di Lisbona. Coautore del Rapporto Kok Facing the Challenge, adottato dal presidente José Manuel Barroso come guideline per la politica economica europea. Presidente del Comitato economia e scienze statistiche del CNR nel 1994 e vice presidente del CNR nel 1996, si è impegnato sui progetti strategici nazionali. Commissario straordinario dell'Enea nel 2005. Presidente dell'Enea dal 2007 al 2009, anni in cui sviluppa i temi dell'innovazione e dell'internazionalizzazione delle tecnologie italiane, in particolare quella del solare termodinamico. È stato Segretario generale dell'International Economic Association dal 2008 al 2011. È stato membro del Consiglio di Amministrazione Istat (2011 - 2014).
È stato membro del comitato scientifico della Corte dei Conti (ottobre 2014 - ottobre 2016).
È stato membro dell'Advisory Board di Unindustria. È docente e coordinatore scientifico del "Diploma in management pubblico europeo e politiche economiche" presso la Scuola Nazionale dell'Amministrazione.

## Attività progettuali
Nel 1988 avvia l'attività della neo-istituita Facoltà di Economia dell'Università di Tor Vergata con una scelta legata ad un progetto di internazionalizzazione e interdisciplinarità che consente alla Facoltà di scalare, durante la sua presidenza, l'annuale graduatoria Censis-La Repubblica. Nel 1993 viene realizzata la nuova sede della Facoltà con l'obiettivo di renderla "a misura” delle esigenze dello studente.
Sempre nel 1988 fa nascere il Ceis (Centre for Economics and International Studies), centro di ricerca autonomo all'interno dell'Università Tor Vergata, per affrontare sul piano internazionale temi di politica economica.
Nel 1988 inizia insieme ad Edmund Phelps, premio Nobel per l'economia nel 2006, il ciclo dei Villa Mondragone International Economic Seminar, arrivato oggi alla 32ª edizione, sui temi dello sviluppo e delle politiche di crescita. Nel corso degli anni numerosi economisti, tra i quali Dominick Salvatore, Robert Mundell, Joe Stiglitz e Jean-Paul Fitoussi, nonché rappresentanti ed esperti di istituzioni nazionali ed internazionali hanno contribuito all'annuale conferenza e alla creazione di una rete internazionale di associati (Villa Mondragone Economic Association) che discutono i problemi emergenti dell'economia e le possibili politiche da adottare.
Nel 2008 avvia l'attività della Fondazione Economia Tor Vergata, di cui è presidente, con lo scopo di mettere in relazione il mondo delle Università, delle Imprese e delle Istituzioni attraverso progetti di ricerca e pubblicazioni in cui stiano assieme aspetti tecnologici, economici e giuridici, secondo l'obiettivo della "Terza Missione" cui sono chiamate le Università italiane.
È coordinatore del Progetto "Revitalizing Anaemic Europe". Il Progetto nasce nel 2013, quando Luigi Paganetto condivide, con un gruppo di illustri accademici ed esperti - il "Gruppo dei 20 - Tor Vergata" - l’idea di realizzare una serie di contributi, in vista del Semestre europeo a Presidenza italiana.

## Principali pubblicazioni
- L. Paganetto (edited by), L. Paganetto and P. Lucio Scandizzo, “Innovation, Inequality and Growth”, in Sustainable Growth in the EU – Challenges and Solutions, pagg. 257-271, Springer-Verlag, Italy, May 2017
- L. Paganetto (a cura di), “Unione europea e cambiamento globale. C’è bisogno di Europa”, in Unione Europea. 60 anni e un bivio – Rapporto del Gruppo dei 20, pagg. 9-54, Eurilink, Roma, febbraio 2017
- L. Paganetto (a cura di), “Crisi dell’Eurozona e Rapporto dei 5 Presidenti EU: serve un Ministro delle finanze?”, in Crisi dell’Eurozona: serve un ministro delle finanze?, pagg. 7-30, Eurilink, Roma, dicembre 2016
- L. Paganetto (a cura di), "Piano Juncker, Industria 4.0 e crescita verde in Europa” in “Il Piano Juncker per l’Europa in crisi. Verso Industria 4.0 e crescita verde?”, pagg. 9-31, Eurilink, Roma, Settembre 2016
- L. Paganetto (edited by), Stagnation versus Growth in Europe Capitalism in the 21st Century, Springer-Verlag, May 2016
- L. Paganetto (a cura di), Ripensare Maastricht, Eurilink, Roma, 2016
- L. Paganetto (edited by), Achieving Dynamism in an Anaemic Europe, Springer-Verlag, May 2015
- L. Paganetto (a cura di), Industrial Compact, Europa e Accordi Transatlantici, Eurilink, Roma, 2015
- L. Paganetto (a cura di), Revitalizing Anaemic Europe. Report 2014. Executive Summary, Eurilink, Roma, 2015
- L. Paganetto (a cura di), Rapporto del Gruppo dei 20 “Revitalizing Anaemic Europe”, Eurilink, Roma, 2014
- L. Paganetto (a cura di), Nuova Manifattura, Green Economy e Politica Industriale, Eurilink, Roma, 2014
- L. Paganetto (a cura di), Giustizia sociale, occupazione e crescita, Eurilink, Roma, 2014
- L. Paganetto (edited by), Wealth, Income Inequalities, and Demography, Springer-Verlag, May 2014
- L. Paganetto (edited by), Public debt, Global governance and economic dynamism, Springer-Verlag Italia, May 2013
- L. Paganetto (a cura di), A che punto siamo?, in "Debiti sovrani Banche e Crisi dell'Eurozona. Chi paga il conto?”, pagg. 11-31, Eurilink, Roma, settembre 2012
- L. Paganetto e P.L. Scandizzo, Mezzogiorno tra crisi globale, Mediterraneo e federalismo fiscale: quali prospettive per il futuro? in "Mezzogiorno tra crisi globale, Mediterraneo e federalismo fiscale", (a cura di L. Paganetto), pagg.↵11-43Eurilink, Roma, luglio 2012
- L. Paganetto, Nucleare. Conviene?, in “Il nucleare. Come?, (a cura di L. Paganetto), pagg. 9-30, Eurilink, Roma, Novembre 2011
- L. Paganetto and L. Codogno, Introduction, in “Measuring Italy's External Competitiveness”, (ed. by L. Paganetto and L. Codogno), pages 1–18, Rubbettino Editore, Catanzaro, settembre 2011
- L. Paganetto, The Crisis, the Global Imbalances and the Growth Dilemma, in “Recovery after the Crisis” (ed. by L. Paganetto), VDM Verlag Dr. Müller, Germany, May, 2011
- L. Paganetto and E.S. Phelps, Finance, Research, Education and Growth (ed. by L. Paganetto and E. S. Phelps), Palgrave Macmillan, Hampshire, 2010
- L. Paganetto and P.L. Scandizzo, Technology Cycles and Technology Revolutions, in "Global Crisis and Long Term Growth: a New Capitalism Ahead?" (ed. by L. Paganetto), pages 157-169, McGraw-Hill, Milano, 2010
- L. Paganetto, The European Economic Constitution, in "The Political Economy of the European Constitutions", (ed. By L. Paganetto), pages 3–9, Ashgate, Hamshire, 2007
- L. Paganetto e P.L. Scandizzo, Finance, Technology and Risk, in "Finance Markets, the New Economy and Growth" (ed. by L. Paganetto), pages 121-142, Ashgate, Hants, 2005